# Brécy-Brières

Brécy-Brières este o comună în departamentul Ardennes din nordul Franței. În 1 ianuarie 2022 avea o populație de 76 de locuitori.